# How to Stop Your Brain in an Accident
How to Stop Your Brain in an Accident — четвёртый студийный альбом британской инди-рок группы Future of the Left из Кардиффа (Уэльс). Он был выпущен 21 октября 2013 года на собственном лейбле группы Prescriptions. Он был профинансирован за счёт пожертвований фанатов через PledgeMusic и достиг своей цели менее чем через шесть часов после выхода. До выхода альбома был выпущен мини-альбом Love Songs for Our Husbands, ведущим треком которого стал «The Male Gaze».

## История
How to Stop Your Brain in an Accident, четвёртый студийный альбом Future of the Left, построен на политической, драчливой ярости: гитары рубят и режут, а бас и барабаны бьют по каждой строчке. На этом альбоме практически отсутствуют синтезаторы, что придаёт ему неослабевающую агрессию. Но в их песнях нет ни модели лучшего общества, ни священного писания, ни обвинительного приговора.

## Отзывы
| Совокупная оценка | Совокупная оценка |
| Источник          | Оценка            |
| ----------------- | ----------------- |
| Metacritic        | 83/100            |
| Оценки критиков   |                   |
| Источник          | Оценка            |
| DIY               | [ 5 ]             |
| Drowned in Sound  | 9/10              |
| Financial Times   | [ 7 ]             |
| MusicOMH          | [ 8 ]             |
| NME               | 8/10              |
| Pitchfork         | 7.4/10            |
| The Skinny        | [ 10 ]            |

How To Stop Your Brain In An Accidente получил в целом положительные отзывы критиков.
Джейк Клиланд из Pitchfork отметил, что «Как бы много альбом ни рассказывал о гноящихся ранах, нанесённых топором нашему обществу, и о запутавшихся лунках, пытающихся пролезть в них, он также удваивает фирменную брутальность Future of the Left, бросающую огненные бомбы. Она мерзкая, взрывная и полная желчи, это жёсткий удар голыми кулаками в висок, который уложит вас на землю. Другими словами, How to Stop Your Brain in Accident — это то, что нужно современному человеку, этому растерянному и озлобленному импотенту.».

## Список композиций
1. «Bread, Cheese, Bow and Arrow» — 3:55
2. «Johnny Borrell Afterlife» — 2:18
3. «Future Child Embarrassment Matrix» — 3:46
4. «The Male Gaze» — 2:33
5. «Singing of the Bonesaws» — 4:42
6. «I Don’t Know What You Ketamine» — 2:55
7. «French Lessons» — 3:18
8. «How to Spot a Record Company» — 4:38
9. «Donny of the Decks» — 2:41
10. «She Gets Passed Around at Parties» — 2:14
11. «Something Happened» — 3:51
12. «The Real Meaning of Christmas» — 2:30
13. «Things to Say to Friendly Policemen» — 1:42
14. «Why Aren’t I Going To Hell?» — 4:55